# Яковлев, Сергей Ананьевич
Сергей Ананьевич Яковлев (26 апреля 1952, Солигалич) — русский писатель, публицист, редактор.

## Биография
Сергей Ананьевич Яковлев родился 26 апреля 1952 года в городе Солигалич Костромской области в многодетной интеллигентной семье.
В 1970 году окончил физико-математическую школу-интернат им. Колмогорова при МГУ.
В 1976 году с отличием окончил Ленинградское высшее инженерное морское училище имени адмирала С. О. Макарова, а потом заочно — Литературный институт имени А. М. Горького (семинар прозы Андрея Битова).
Литературную и журналистскую деятельность начал с «самиздата»: в 1976‒1980 гг. выпускал семейный машинописный альманах «Литературный ежегодник». С 1982 года ‒ на литературно-издательской работе: возглавлял отделы в журналах «Морской флот», «Журналист, был членом редколлегий журналов «Дружба народов» и «Родина», вел рецензионный раздел «Политика и наука» в журнале «Новый мир».
Во второй половине 1980-х годов был членом (впоследствии – членом Правления) основанного академиком А.Д. Сахаровым клуба интеллигенции Московская Трибуна.
В 1990—1993 годах — учредитель и главный редактор журнала «Странник (Литература, искусство, политика)». В 1994 году был приглашен в журнал «Новый мир в качестве заместителя главного редактора С.П. Залыгина, где работал вплоть до его ухода из редакции в 1998 году. Драматические обстоятельства этого периода редакционной жизни, отразившие общую обстановку в стране, были впоследствии описаны в романе-хронике «На задворках “России”». В 1999—2005 годах — редактор отдела публицистики журнала «Родина». С 2008 года — редактор-издатель литературного журнала «Письма из России».
Автор романов, повестей, рассказов, очерков и статей. Публикуется в различных журналах и газетах.
Опирается на традиции отечественной классики XIX века и опыт сопротивления интеллигенции в советские годы.
Лауреат премий журнала «Литературное обозрение» (1989, 1990) и журнала «Вопросы литературы» (2015). Член Союза писателей Москвы, Русского ПЕН-центра, Союза журналистов России.

## Произведения

### Романы и книги
- Яковлев Сергей. Наследство: Семейная хроника эпохи остервенения. Роман. – М., 1992.
- Яковлев Сергей. Письмо из Солигалича в Оксфорд. Роман // Новый мир, 1995, № 5.
- Яковлев С.А. На задворках «России»: Хроника одного правления. – М.: Логос, 2004. – 232 с.
- Яковлев Сергей. Та самая Россия: Пейзажи и портреты. – М.: Логос, 2007. – 228 с.
- Яковлев Сергей. Советник на зиму. Роман. – Издательские решения, 2018. ‒ 528 с. https://ridero.ru/books/sovetnik_na_zimu/

### Рассказы, очерки, статьи, эссе
- Циничное презрение к мысли // Новый мир, 1987, № 5, с. 263 – 267.
- Капитанский стол // Знамя, 1987, № 9, с. 158 – 183.
- В объятиях левиафана // Новый мир, 1987, № 11, с. 260 – 261.
- В защиту отрицания // Литературное обозрение, 1988, № 4, с. 36-39.
- Право отречения // Новый мир, 1988, № 5, с. 248 – 253.
- Слова и смыслы // Новый мир, 1988, № 11, с. 253 – 258.
- Zur Verteidigung der Negation (В защиту отрицания) // Kunst und Literatur. Berlin. Jan.-Febr. 1989. Heft 1. S. 26-32.
- Испытания и надежды: Беседа с философом Игорем Клямкиным // Литературное обозрение, 1989, № 4. С. 3-8.
- Где искать ответы? // Горизонт: Общественно-политический ежемесячник, 1989, № 5, с. 45 – 46.
- Цена молчания // Литературное обозрение, 1989, № 9. С. 73-75.
- Одумайтесь! // Атмода № 48 от 23.10.1989, с. 5.
- О военных расходах, но не только о них // Атмода № 10 от 5.03.1990.
- Разговор о постороннем, или Русский человек на перекрестке // Литературное обозрение, 1990, № 1. С. 52-58.
- «Двухминутки ненависти», или Первые итоги литовского конфликта // Референдум: Журнал независимых мнений, № 35, апрель 1990 г., с. 7 – 8.
- Тон и смысл // Журналист, 1990, № 5, с. 26 – 29.
- In memoriam. Памяти Виктории Чаликовой // Виктория Чаликова: Эти пять лет… Избранная публицистика. ‒ М.: ИНИОН РАН, 1992. С. 60-65.
- Tva heliga darar (Два юродивых) // Ord och Bild. Göteborg. 1992, No 4. Р. 31-40.
- Какая партия нужна России? // Независимая газета № 53 (477) от 23.03.1993, с. 8.
- Интересы минус идеалы // Независимая газета № 55 (479) от 25.03.1993, с. 2.
- Выбор после референдума // Независимая газета № 78 (502) от 27.04.1993, с. 2.
- Новый смысл старых жестов // Независимая газета № 89 (513) от 15.05.1993, с. 2.
- Поэтика войны // Независимая газета № 196 (620) от 14.10.1993, с. 2.
- Памяти Игоря Дедкова // Новый мир, 1995, № 3, с. 255.
- Ловушка: Рассказ // Новый мир, 1996, № 4, с. 83 – 109.
- Внимающий молчанию // Новый мир, 1998, № 4, с. 176 – 183.
- Родина живущих здесь // Общая газета, 1999, № 26 (308), с. 16.
- Прерванная традиция: Демократия и русская литература // Свободная мысль, 1999, № 6, с. 55 – 67.
- Уроки Игоря Дедкова // Родина, 1999, № 9, с. 13 ‒ 18.
- Деревенское кладбище // Общая газета, 1999, № 50, с. 8.
- Вопросы, возникающие при чтении одного рассказа // Нева, 2000, № 1, с. 190 – 192.
- Деревенское кладбище // Родина, 2000, № 3, с. 17 ‒ 22.
- Демократическая трагедия // Общая газета, 2000, № 17 (351), с. 10. https://web.archive.org/web/20001204232300/http://www.og.ru/archieve/2000/17/mat/pa1.shtml
- На задворках «России» // Независимая газета № 233 (2295) от 8 декабря 2000 г., с. 12.
- На задворках «России»: Хроника одного правления // Нева, 2001, № 1 – 2.
- Враждебная территория: «Русофобские» заметки // Родина, 2001, № 6, с. 26 ‒ 29.
- Интеллигенция и революция: О приступах тошноты, гражданском обществе и школьных сочинениях // Родина, 2001, № 8, с. 16 ‒ 19.
- На задворках «России»: Хроника одного правления. Отрывки из книги // Роман-журнал XXI век, 2001, № 9, с. 46 ‒ 67.
- …И вместе им не сойтись? // Родина, 2002, № 2, с. 14.
- Когда учитель вышел // Родина, 2002, № 3, с. 15.
- Одна из рода-племени // Литературная Россия, 2002, № 15, с. 6.
- Простые люди // Родина, 2003, № 4, с. 20 ‒ 24.
- Чужие камни // Родина, 2003, № 5 ‒ 6, с. 180 ‒ 183.
- Терпение свободы: Загадка Владимира Леоновича // Литературная Россия, 2003, № 22, с. 11.
- Человек на фоне // Литературная газета, 2003, № 15, с. 7.
- Уроки свободы // Дедковские чтения, 1995-2001: Статьи, воспоминания. Кострома, 2004. С. 43-46.
- Победитель мифов: К 70-летию Льва Аннинского // Литературная газета, 7-13 апреля 2004 г., с. 7.
- Пополнение в семье «толстяков»: О журнале «Историк и художник» // Родина, 2005, № 1, с. 107.
- Низкое // Литературная газета, 24 февраля – 1 марта 2005 г., с. 8.
- Неизбежность второго рождения: Рецензия на книгу Ю. Сенокосова «Власть как проблема» // Московские новости, 13-19 мая 2005 г., с. 28.
- Волшебный круг: Очерк // Persona, 2005, № 5, с. 73-77.
- Чаадаев и Достоевский: русский путь к свободе // Историк и художник, 2005, № 3, с. 149-157.
- Совесть – чувство революционное: Беседа с писателем Михаилом Кураевым // Литературная газета, 14-20 сентября 2005 г., с. 8.
- Слышать время: Рецензия на книги И.А.Дедкова // Московские новости, 18-24 ноября 2005 г., с. 28.
- Нечаянные признания: Беседа с поэтом Владимиром Леоновичем // Persona, 2005, № 8, с. 46-51.
- Продавливая расстояние. Очерк // Persona, 2005, № 9, с. 86-89.
- «Благодари за каждый день»: Об Игоре Дедкове // Родина, 2006, № 2, с. 22-25.
- Перед глазами бессмертия: Беседа с издателем Геннадием Сапроновым // Независимая газета – Ex Libris, 27 апреля 2006 г., с. 1-2.
- Волшебный круг // Нева, 2006, № 8, с. 231-237.
- «Нам остается жить и работать… Потому что это – интересно!»: Беседа с академиком Б.С. Соколовым // Вопросы истории естествознания и техники, 2006, № 4, с. 160-172.
- Месть забытого прошлого // Литературная газета, 23-29 мая 2007 г., с. 10.
- Незащищенный голос: К 70-летию прозаика Андрея Битова // Независимая газета – Ex Libris, 24 мая 2007 г., с. 5.
- Без вины виноватый // Литературная газета, 16-22 января 2008 г., с. 5.
- «Больше уступить не могу». Из переписки с историком Павлом Негретовым // Письма из России, 2008, № 1.
- Мысли «прикарпатского туземца». Из переписки с критиком Валерием Сердюченко // Письма из России, 2008, № 2.
- «Все ‒ солнце». Из переписки с критиком Еленой Зайцевой // Письма из России, 2009, № 1(3).
- Живая человеческая крепость. Из переписки с критиком Валентином Курбатовым // Письма из России, 2009, № 2(4).
- Народные артисты. Вольные заметки о студии Александра Васина-Макарова // Жизнь происходит. Сборник. ‒ М.: Студия, 2009. С. 35-52.
- Совесть и Смысл // Письма из России, 2010, № 1(5).
- Будем живы! Из переписки с Владимиром Леоновичем // Письма из России, 2010, № 1(5).
- Студент. Отрывок из повести // Морской флот, 2010, № 5-6, с. 105-118.
- Неукротимый // Литературная газета, 5-11 октября 2011 г., с. 10.
- Игорь Дедков: возвращение смыслов // Костромской гуманитарный вестник, 2011, № 2, с. 28-31.
- Левое искусство и бремя свободы. И.А. Дедков о протестной культуре // Костромской гуманитарный вестник, 2012, № 4, с. 44-49.
- Высота и дерзость. К 80-летию поэта Владимира Леоновича // Российская газета, 3 июня 2013 г., с. 7.
- Уроки свободы // Игорь Дедков: наше живое время. Книга воспоминаний, статей и интервью. ‒ М.: Изд-во Московского университета, 2013. ‒ С. 313-319.
- Поиск идентичности // Вопросы литературы, ноябрь‒декабрь 2013, с. 451-462.
- Рубежи заблуждений. И.А. Дедков о человечности в жерновах идеологий // Костромской гуманитарный вестник, 2013, № 6, с. 18-22.
- Писатель и народ: русская этика в творчестве Битова // Топос. Литературно-философский журнал. 15.12.2014 http://www.topos.ru/article/literaturnaya-kritika/pisatel-i-narod-russkaya-etika-v-tvorchestve-bitova
- Об этике. (Ответ Елене Зайцевой) // Топос. Литературно-философский журнал. 26.12.2014 http://www.topos.ru/article/literaturnaya-kritika/ob-etike-otvet-elene-zaycevoy
- Два юродивых (Иронические интонации Чаадаева и Достоевского: нечаянные сближения) // Топос. Литературно-философский журнал. 27.12.2014 http://www.topos.ru/article/literaturnaya-kritika/dva-yurodivyh
- Земное измерение. Владимир Леонович // Вопросы литературы, январь‒февраль 2015, с. 212-230.
- О солидарности // Топос. Литературно-философский журнал. 13.01.2015 http://www.topos.ru/article/zhizn-kak-est/o-solidarnosti
- Советник по культуре // Топос. Литературно-философский журнал. 19.01.2015 http://www.topos.ru/article/literaturnaya-kritika/sovetnik-po-kulture
- Hat trick (Из истории неопубликованной рукописи) // Топос. Литературно-философский журнал. 01.02.2015 http://www.topos.ru/article/zhizn-kak-est/hat-trick-iz-istorii-neopublikovannoy-rukopisi
- Некрасивые истории // Топос. Литературно-философский журнал.  10.02.2015 http://www.topos.ru/article/zhizn-kak-est/nekrasivye-istorii
- «О чем шумите вы…» Старый спор в оценке Игоря Дедкова // Вопросы литературы, июль‒август 2015, с. 9-23.
- Отторгнутое время, или Ночная жизнь Юрия Казакова // Вопросы литературы, ноябрь‒декабрь 2016, с. 357‒367.
- Единство непохожих. Переписка Владимира Леоновича и Игоря Дедкова // Вопросы литературы, июль‒август 2017, с. 176‒196.
- Непубличные стороны жизни. Игорь Дедков и Вадим Кожинов: два взгляда на правду и ответственность // Вопросы литературы, ноябрь‒декабрь 2017, с. 34‒58.
- Олигархический транзит. Почти документальная история // Урал, 2018, № 4, с. 7‒78 http://magazines.gorky.media/ural/2018/4/oligarhicheskij-tranzit.html ; № 5, с. 64‒124 http://magazines.gorky.media/ural/2018/5/oligarhicheskij-tranzit.html .
- Эти другие земля и небо: Владимир Короленко и Игорь Дедков в хаосе революций // Вопросы литературы, июль – август 2019 г., с. 13–28.
- В защиту отрицания // Литературная Россия № 44, 29 ноября – 5 декабря 2019 г., с. 10.
- Жёвки. О книге Михаила Кураева «Битва за историю» и не только о ней // Литературная Россия, 2020, № 6 (20 февраля).
- Сбережение и развитие отечественных культурных традиций в творчестве И.А. Дедкова // Экология культуры: Историко-научные, экологические, социокультурные и гуманитарные аспекты / Отв. ред. А.Г. Назаров. М.: ЛЕНАНД, 2020. С. 221–289.
- «Вы еще не любите Россию…» О чем поспорили Николай Васильевич и Виссарион Григорьевич // Вопросы литературы, сентябрь-октябрь 2020 г., с. 212–220.
- На пути к фашизму: Россия одной ногой переступила последнюю черту // Новые известия, 2021, 17 февраля. https://newizv.ru/comment/sergey-yakovlev/17-02-2021/na-puti-k-fashizmu-rossiya-odnoy-nogoy-perestupila-poslednyuyu-chertu
- Революция и нравственность: традиции духовного сопротивления В.Г. Короленко в публицистике И.А. Дедкова // Наследие В.Г. Короленко: Стратегии гуманизма / Сборник материалов Третьей Всероссийской научно-практической конференции с международным участием. Нижний Новгород, 27‒28 октября 2021 года. – Нижний Новгород, 2021. 500 с. ‒ С. 15‒21.
- Игорь Дедков и кризис либерализма // Вопросы литературы, июль-август 2022 г. С. 22-37.
- Первая в СССР публикация «Писем к Луначарскому» и ее значение // Наследие В.Г. Короленко: Стратегии гуманизма / Сборник материалов Четвертой Всероссийской научно-практической конференции с международным участием. Нижний Новгород, 26–27 апреля 2023 г. ‒ Нижний Новгород, 2023. 580 с. ‒ С. 74‒80.
- Два рассказа: Пуговицы; Черника // Знамя, 2024, № 4. С. 79‒93.
- Реперные точки (Рассказы: Иванов; Слеза; Бессонница. Гомер; Мировая ось; Посмертная маска; Верность) // Знамя, 2024, № 9. С. 120‒142.